# Xiaomi Mi 5
Lo Xiaomi Mi 5 è uno smartphone top di gamma prodotto da Xiaomi. È stato presentato il 22 febbraio 2016 al Mobile World Congress 2016 ed è stato messo in commercio il 1º marzo 2016 in Cina sul sito ufficiale ed alcuni giorni successivi negli store, mentre in India a partire dal mese di aprile.

## Specifiche tecniche

### Design
Il design dello Xiaomi Mi 5 è simile a quello del suo predecessore, ma con alcune differenze quali il pulsante home su cui è integrato un sensore per le impronte digitali, e i bordi della parte posteriore curvi, elemento di design che ha fatto il suo esordio sul Mi Note, sempre di casa Xiaomi. Il Mi 5, in versione "Pro", inoltre, presenta una scocca in ceramica, che lo differenzia dalla versione "Standard", che ha una scocca posteriore in vetro.

### Hardware
Lo Xiaomi Mi 5 è dotato della CPU Qualcomm Snapdragon 820 e 3 GB o 4 GB di RAM. Il Mi 5 è disponibile in tre varianti, a 32, 64 e 128 GB di memoria interna (UFS 2.0). La versione a 32 GB ha il processore con clock massimo a 1.8 GHz, mentre sulle versioni da 64 e 128 GB, il clock massimo è a 2.15 GHz. I 4 GB di RAM sono esclusiva della versione "Pro" con 128 GB di memoria interna. Su tutte le versioni, la batteria è da 3000 mAh, e il display è un IPS Full HD da 5.15 pollici. Per quanto riguarda la fotocamera posteriore, il Mi 5 monta un sensore Sony IMX298 da 16MP stabilizzato otticamente su 4 assi e con un'apertura focale f2.0. Abbinato alla fotocamera posteriore vi è anche un doppio Flash LED. La fotocamera anteriore è da 4MP, con tecnologia UltraPixel.
Il Mi 5 è in grado di registrare video in 4K@30fps con la fotocamera posteriore, e video in 1080p@30fps con quella anteriore.

### Software
Al lancio, lo Xiaomi Mi 5 era disponibile con a bordo la MIUI in versione 7 (basata su Android 6.0 Marshmallow), aggiornata dopo qualche settimana alla MIUI 8, che presenta alcune novità grafiche, e features tra cui Second Space e Dual Apps. Viene poi aggiornato alla MIUI 9 e alla MIUI 10. Il Mi 5 è disponibile, tra l'altro, con ROM MIUI Global, con traduzioni in varie lingue, tra cui l'italiano, diversamente da quanto accade su ROM China, su cui sono presenti solo la lingua Cinese e Inglese. Un'altra peculiarità della MIUI in versione Global, è la presenza dei servizi Google integrati, tra cui il Play Store.

## Versioni
Lo Xiaomi Mi 5 è stato inoltre prodotto in diverse varianti:
- Il Mi 5c, che differisce dal Mi 5 per il chipset Xiaomi Surge S1 octa-core, un unico taglio di memoria (3 GB RAM e 64 GB di memoria interna), fotocamera posteriore da 12 MP (f/2.2, 27mm, 1.25 µm) e anteriore da 8 MP e batteria agli ioni di litio da 2860 mAh[3];
- Il Mi 5s, che differisce dal Mi 5 per il chipset Qualcomm Snapdragon 821 MSM8996 quad-core, tagli di memoria da 3/64 GB o 4/128 GB, fotocamera posteriore da 12 MP (f/2.0, 1/2.3", 1.55 µm), assenza di porta ad infrarossi e batteria da 3200 mAh[4];
- Il Mi 5s Plus, ovvero un Mi 5s con doppia fotocamera da 13 MP posteriore, schermo da 5,7" Full HD, batteria da 3800 mAh e tagli di memoria da 4/64 GB o 6/128 GB[4];
- Il Mi 5x, identico come hardware al Mi A1, ma con MIUI invece che Android One[5].